# Punisa Račić
Puniša Račić(Cirílico Sérvio: Пуниша Рачић) (12 de julho de 1886, Slatina, Andrijevica e Montenegro - outubro de 1944) foi um político Sérvio-montenegrino e membro do Parlamento Iugoslavo pelo Partido Popular Radical. Assassinou os membros do Partido Camponês Croata Pavle Radić e Đuro Basariček, feriu mortalmente Stjepan Radić, líder do Partido Camponês Croata na época e feriu Ivan Pernar e Ivan Granđa.  

## Vida
Račić veio de Berane, de Montenegro. Depois da Primeira Guerra Mundial, ele se envolveu com a pacificação da Macedônia, a qual havia se tornado parte da Sérvia na época. Rumores de que ele havia se apropriado de modo duvidoso de terras naquela área começaram a circular.
Em setembro de 1927, ele se elegeu para o Parlamento pelo Partido Popular Radical.
Em 19 de junho de 1928, o membro croata do Parlamento Stjepan Radić atacou os aliados do governo pela maneira como se ausentaram durante o debate, comparecendo apenas para votar, chamando-os de "gado". Račić e seu seguidor radical Toma Popović reagiram raivosamente.

### A sessão do Parlamento de 20 de junho de 1928
Durante a sessão do Parlamento no dia seguinte, 20 de junho, Lubomir Maštović fez um discurso que protestava como Toma Popović e Račić haviam feito ameaças de morte a Radić e não tinham recebido nem uma advertência do presidente da Assembléia, Ninko Perić. Toma Popović foi o próximo a falar, e, longe de se retratar, adicionou às suas palavras que "se seu líder, Stjepan Radić, que envergonha o povo croata, ainda continuar com esse insulto, eu garanto que sua cabeça cairá aqui". Quando Toma Popović terminou seu discurso, em meio ao tumulto da oposição, Ninko Perić convocou um recesso de cinco minutos e deixou o salão, indo para a sala de ministros seguido por Račić.
Quando Ninko Perić reabriu a sessão, ele chamou Račić para fazer uso da palavra. Račić fez um discurso provocativo que produziu uma reação tempestuosa por parte da coalizão oposicionista Camponesa-Democrata, mas Radić manteve-se completamente calado e assim continuou durante toda a sessão. Finalmente, Ivan Pernar gritou "seus Bei saqueados!". Nesse momento, Račić saiu dos bancos, foi para o palanque do orador na frente da Assembléia e puxou um revólver. "quem tentar se colocar entre mim e Pernar morrerá!", ele gritou. Ninko Perić, então, declarou a sessão fechada e deixou rapidamente o local. Račić ,então, atirou em Ivan Pernar, que caiu com um projétil alojado próximo a seu coração. Ele, depois, atirou em Stjepan Radić. O primeiro tiro acertou Granđa, que estava tentando proteger Radić, no braço, e o segundo tiro acertou o estômago de Radić. Ambos caíram no chão. Račić, então, mirou em Svetozar Pribićević, mas ele se abaixou, e Račić acertou em Đuro Basariček, o qual estava correndo para sair do local.  Pavle Radić também correu, gritanto "o que você está fazendo, se Deus sabe!". Como Pavle virou-se para  Stjepan Radić, Račić disse "você é justamente quem estou procurando", e atirou Pavle Radić na lateral do corpo. Račić deu mais dois tiros nos bancos onde Radić tinha caído e depois saiu sem impedimentos pensando erroneamente que Pernar e Radić foram ambos mortos.

## Depois do assassinato
Račić se entregou pouco depois e foi preso. Sua audiência foi repetidamente adiada e foi aberta após o Alexandre I da Iugoslávia ter dissolvido o parlamento e proclamou uma ditadura. Àquela época, os deputados da oposição, incluindo os dois sobreviventes baleados por Račić decidiram boicotar o tribunal porque eles suspeitavam de manipulação. Račić foi condenado pelo crime, mas foi sentenciado a cumprir prisão domiciliar em Požarevac. Foi-lhe permitido receber visitar de seu sobrinho Nikola Bošković várias vezes por semana, e foi, posteriormente, liberado. Toma Popović e outro deputado acusado de cumplicidade foram completamente absolvidos.
Durante a Segunda Guerra Mundial, ele foi capturado por Partisans iugoslavos e, em outubro de 1944, ele foi julgado pela 21ª Divisão Partisan Sérvia e executado.